# Монеты фунта стерлингов
Монеты фунта стерлингов — монеты, находящиеся в обращении в Великобритании, номиналом от одного пенни до двух фунтов, являющиеся частью денежной единицы фунт стерлингов. 
Выпускаются Королевским монетным двором в городе Ллантрисанте (Уэльс, округ Вейл-оф-Гламорган). По состоянию на 30 марта 2010 года насчитывалось около 28 миллиардов монет, циркулирующих в Соединённом Королевстве.

## Монархи на монетах
Все монеты, начиная с XVII века, имеют изображение профиля действующего на момент их выпуска монарха. Причём каждая последующая королевская особа смотрит в сторону, противоположную предыдущей, как показано в следующей таблице:
| Смотрят влево               |  |  | Смотрят вправо                                                 |  |
| --------------------------- |  |  | -------------------------------------------------------------- |  |
| Оливер Кромвель (1653–1658) |  |  | Карл II (1660–1685)                                            |  |
| Яков II (1685–1688)         |  |  | Вильгельм III и Мария II (1689–1694) Вильгельм III (1694–1702) |  |
| Анна (1702–1714)            |  |  | Георг I (1714–1727)                                            |  |
| Георг II (1727–1760)        |  |  | Георг III (1760–1820)                                          |  |
| Георг IV (1820–1830)        |  |  | Вильгельм IV (1830–1837)                                       |  |
| Виктория (1837–1901)        |  |  | Эдуард VII (1901–1910)                                         |  |
| Георг V (1910–1936)         |  |  |                                                                |  |
| Эдуард VIII (1936)          |  |  |                                                                |  |
| Георг VI (1936–1952)        |  |  | Елизавета II (1952–2022)                                       |  |

Небольшое недоразумение было с Эдуардом VIII, который взошел на трон в январе 1936 года и отрекся от престола в декабре этого же года (не был коронован), и его монеты не были введены в обращение, хотя некоторое их количество отчеканилось с изображением влево (необходимо было вправо).

## Монеты в обращении
| Номинал          | Диаметр (мм) | Толщина (мм) | Количество (млн штук) |
| ---------------- | ------------ | ------------ | --------------------- |
| Два фунта        | 28,4         | 2,5          | 417                   |
| Один фунт        | 22,5         | 3,15         | 1553                  |
| Пятьдесят пенсов | 27,3         | 1,78         | 948                   |
| Двадцать пенсов  | 21,4         | 1,7          | 2765                  |
| Десять пенсов    | 24,5         | 1,85         | 1631                  |
| Пять пенсов      | 18,0         | 1,7          | 3847                  |
| Два пенса        | 25,9         | 2,03         | 6557                  |
| Один пенни       | 20,3         | 1,65         | 11 278                |